# Status Grand Prix
Status Grand Prix è stato un team automobilistico irlandese.

## Storia
Basato a Silverstone, il team fu formato nel 2005 per correre nella nuova serie A1 Grand Prix con il team Irlanda. Gli azionisti del team sono l'ex Direttore del Marketing della Jordan Grand Prix Mark Gallagher, l'ex pilota di Formula 1 Dave Kennedy, John Hynes e Teddy Yip, Jr., il cui padre Teddy Yip era proprietario del team di Formula 1 Theodore Racing. Status GP corse anche con il Canada nella stagione A1 Grand Prix 2007 e assistette anche i Paesi Bassi la stagione successiva, la 2008, stagione in cui l'Irlanda vinse il titolo.
L'impegno venuto meno in A1 Grand Prix a causa del fallimento della serie, Status Grand Prix decise di entrare nella stagione inaugurale (2010) della GP3 Series, concludendo al 2º posto il Campionato Costruttori. Gary Anderson condusse la parte tecnica del team.

## Risultati
GP3 Series
| Anno | Vettura         | Piloti                 | Gare | Vittorie | Pole | Gpv | Punti | Pos. pil. | Pos. cos. |
| ---- | --------------- | ---------------------- | ---- | -------- | ---- | --- | ----- | --------- | --------- |
| 2010 | Dallara-Renault | Robert Wickens         | 16   | 3        | 1    | 2   | 71    | 2°        | 2°        |
| 2010 | Dallara-Renault | Ivan Lukashevich       | 16   | 0        | 0    | 0   | 0     | 32°       | 2°        |
| 2010 | Dallara-Renault | Daniel Morad           | 16   | 1        | 0    | 1   | 15    | 12°       | 2°        |
| 2011 | Dallara-Renault | Alexander Sims         | 16   | 1        | 0    | 2   | 34    | 6°        | 5°        |
| 2011 | Dallara-Renault | António Félix da Costa | 16   | 1        | 0    | 0   | 16    | 13°       | 5°        |
| 2011 | Dallara-Renault | Ivan Lukashevich       | 16   | 0        | 0    | 0   | 0     | 26°       | 5°        |
| 2012 | Dallara-Renault | Marlon Stöckinger      | 16   | 1        | 0    | 1   | 55    | 10°       | 6°        |
| 2012 | Dallara-Renault | Kotaro Sakurai         | 6    | 0        | 0    | 0   | 0     | 24°       | 6°        |
| 2012 | Dallara-Renault | Alice Powell           | 16   | 0        | 0    | 0   | 1     | 19°       | 6°        |
| 2012 | Dallara-Renault | Lewis Williamson       | 8    | 0        | 0    | 0   | 11    | 17°       | 6°        |
| 2013 | Dallara-Renault | Jimmy Eriksson         | 2    | 0        | 0    | 0   | 0*    | 24°*      | 9°*       |
| 2013 | Dallara-Renault | Adderly Fong           | 2    | 0        | 0    | 0   | 0*    | 14°*      | 9°*       |
| 2013 | Dallara-Renault | Josh Webster           | 2    | 0        | 0    | 0   | N/A*  | N.C.*     | 9°*       |

* Stagione in corso.
A1 Grand Prix
| A1 Grand Prix Results | A1 Grand Prix Results | A1 Grand Prix Results | A1 Grand Prix Results              | A1 Grand Prix Results | A1 Grand Prix Results | A1 Grand Prix Results | A1 Grand Prix Results | A1 Grand Prix Results | A1 Grand Prix Results |
| Anno                  | Vettura               | Team                  | Piloti                             | Vittorie              | Pole                  | Gpv                   | Punti                 | Pos.                  |                       |
| --------------------- | --------------------- | --------------------- | ---------------------------------- | --------------------- | --------------------- | --------------------- | --------------------- | --------------------- | --------------------- |
| 2007-08               | Lola-Zytek            | Irlanda               | Ralph Firman · Adam Carroll        | 1                     | 0                     | 1                     | 94                    | 6°                    |                       |
| 2007-08               | Lola-Zytek            | Canada                | James Hinchcliffe · Robert Wickens | 1                     | 2                     | 1                     | 75                    | 9°                    |                       |
| 2008-09               | Ferrari               | Irlanda               | Adam Carroll                       | 5                     | 6                     | 5                     | 112                   | 1°                    |                       |